# Ostro
Ostro es el nombre tradicional italiano de un viento del sur en el Mar Mediterráneo, especialmente en el Adriático. Su nombre se deriva del nombre latino Auster, que también significó un viento del sur y es parte de la etimología de Australia. Se describe como un viento cálido y húmedo que a menudo lleva consigo lluvias, pero también a veces se identifica con el Libeccio y Siroco.
En el Levante español se lo denomina Migjorn o Mediodía. De acuerdo con la mitología griega, Notos era la personificación del viento del sur. Su nombre proviene de los términos medio y día en alusión al paso del sol por la mitad de su curso. Etimológicamente, derivaría del latín vulgar mĕdĭo diŭrno, ‘mediodía’.